# Letališče Novo mesto-Prečna
Letališče Novo mesto-Prečna je športno letališče blizu Novega mesta. Travnata steza je dolga skoraj 2000 m in poteka večinoma po ozemlju občine Straža vzhodno od Podgore.